# スリジエStyle
『スリジエStyle』（スリジエスタイル）は、大和ラジオ放送（FMやまと）で2018年4月5日から2022年8月25日まで放送されていたバラエティ番組。
2018年4月7日深夜（8日早朝）からはミュージックバード for Community FMを通じ、全国のコミュニティ放送局でも放送されていたが、2021年9月25日深夜（26日早朝）をもってネットを終了。同年9月30日放送分からはFMやまと単独のローカル番組へ移行した。
2022年8月25日を以て終了した。後番組はミュージックバード制作『大西貴文のTHE NITE』。

## 出演パーソナリティ
出演パーソナリティは当初3組が週替わりで担当しており、東京の未成年メンバーを含む組は未出演だった。2019年5月より番組初の大きな内容変更が行われ、上記3組に加えて新規に設置された「風組」と学生や未成年メンバーをまとめた「スクールスタイル」も出演が決定。再びチーム再編が行われたことで風組がなくなったため、4週目は実質冠番組となっている。なお、全期間を通じて大阪のスリジエWESTは出演していない。
- 1週目：【月組】中丸葵、英未希、才川つむぎ、美南衣里
- 2週目：【星組】森崎志桜里、青葉桃花、霞もか、菅田音杏、赤嶺沙奈[5]
- 3週目：【宙（そら）組】吉井あずさ、茜紬うた、白咲桃、林りよん、姫乃さや、石原由梨奈（姫乃、石原が5/16放送分から加入）
- 4週目：【成瀬古都のRepos Porte】成瀬古都＋スリジエメンバー
- 5週目：【スクールスタイル虹組】南希美、花咲ヒアラ、星木エマ、夏野りん、桜井音

## テーマソング
2019年3月まで
OP：スタートライン
ED：You are No.1
2019年4月から
OP：叩き上げガール
ED：週替わり

## 放送時間
※放送時間はJST、2021年4月現在。
| 放送地域                            | 放送局（愛称）                                                         | 放送時間           | 備考 |
| 現在のネット局                      | 現在のネット局                                                         | 現在のネット局     | 現在のネット局 |
| ----------------------------------- | ---------------------------------------------------------------------- | ------------------ | --- |
| 神奈川県大和市                      | 大和ラジオ放送（FMやまと）                                             | （木）23:00〜24:00 | ※制作局（本放送） |
| 神奈川県大和市                      | 大和ラジオ放送（FMやまと）                                             | （日）02:00〜03:00 | （事実上再放送） |
| 北海道函館市                        | FMいるか                                                               | （日）02:00〜03:00 | |
| 北海道帯広市                        | エフエムおびひろ（FM JAGA）                                            | （日）02:00〜03:00 | 2019年10月に開始 |
| 北海道稚内市                        | エフエムわっかない（FMわっぴ〜）                                       | （日）02:00〜03:00 | |
| 北海道根室市                        | ねむろ市民ラジオ（FMねむろ）                                           | （日）02:00〜03:00 | |
| 北海道網走市                        | LIA（FM ABASHIRI）                                                     | （日）02:00〜03:00 | 2019年2月開局とともに開始 |
| 青森県五所川原市                    | 五所川原エフエム（FMごしょがわら G.Radio）                             | （日）02:00〜03:00 | |
| 秋田県鹿角市                        | 鹿角コミュニティFM（鹿角きりたんぽFM）                                 | （日）02:00〜03:00 | |
| 秋田県秋田市                        | 秋田コミュニティー放送（ACB）                                          | （日）02:00〜03:00 | |
| 秋田県湯沢市                        | エフエムゆーとぴあ                                                     | （日）02:00〜03:00 | |
| 秋田県大仙市                        | TMO大曲（FMはなび）                                                    | （日）02:00〜03:00 | |
| 秋田県大館市                        | 大館放送（ラジオおおだて）                                             | （日）02:00〜03:00 | 2021年1月17日開局にともない24日より開始 |
| 福島県福島市                        | 福島コミュニティ放送（FM POCO）                                        | （日）02:00〜03:00 | |
| 福島県喜多方市                      | 喜多方シティエフエム                                                   | （日）02:00〜03:00 | |
| 福島県会津若松市                    | エフエム会津（FM愛'S）                                                 | （日）02:00〜03:00 | |
| 福島県いわき市                      | いわき市民コミュニティ放送 （SEA WAVE FMいわき）                       | （日）02:00〜03:00 | |
| 岩手県花巻市                        | えふえむ花巻（FM One）                                                 | （日）02:00〜03:00 | |
| 岩手県宮古市                        | 宮古エフエム放送（みやこハーバーラジオ）                               | （日）02:00〜03:00 | |
| 岩手県奥州市                        | 奥州エフエム放送                                                       | （日）02:00〜03:00 | |
| 山形県長井市                        | 日本・アルカディア・ネットワーク （エフエムい〜じゃん おらんだラジオ） | （日）02:00〜03:00 | |
| 山形県酒田市                        | 酒田エフエム放送（ハーバーRADIO）                                      | （日）02:00〜03:00 | |
| 山形県米沢市                        | ニューメディア（エフエムNCV おきたまGO!）                              | （日）02:00〜03:00 | |
| 宮城県岩沼市                        | エフエムいわぬま（ほほえみ）                                           | （日）02:00〜03:00 | |
| 宮城県大崎市                        | おおさきエフエム放送（Bikki-FM）                                       | （日）02:00〜03:00 | |
| 宮城県名取市                        | エフエムなとり（なとらじ801）                                          | （日）02:00〜03:00 | |
| 茨城県鹿嶋市                        | エフエムかしま市民放送（FMかしま）                                     | （日）02:00〜03:00 | |
| 茨城県高萩市                        | たかはぎFM                                                             | （日）02:00〜03:00 | |
| 茨城県牛久市                        | 牛久コミュニティ放送 （FMうしくうれしく放送、FM-UU）                   | （日）02:00〜03:00 | |
| 茨城県水戸市                        | 水戸コミュニティ放送（FMぱるるん）                                     | （日）02:00〜03:00 | |
| 茨城県日立市                        | ひたちエフエム                                                         | （日）02:00〜03:00 | |
| 茨城県大子町                        | FMだいご                                                               | （日）02:00〜03:00 | |
| 群馬県玉村町                        | エフエム玉村（ラヂオななみ）                                           | （日）02:00〜03:00 | |
| 群馬県太田市                        | おおたコミュニティ放送（FM TARO）                                      | （日）02:00〜03:00 | |
| 群馬県伊勢崎市                      | いせさきFM放送                                                         | （日）02:00〜03:00 | |
| 栃木県真岡市                        | エフエム真岡（FMもおか）                                               | （日）02:00〜03:00 | 2020年11月15日の開局とともに21日より放送開始。 |
| 神奈川県藤沢市                      | 藤沢エフエム放送（レディオ湘南）                                       | （日）02:00〜03:00 | |
| 神奈川県大磯町                      | 湘南マジックウェイブ                                                   | （日）02:00〜03:00 | |
| 東京都立川市                        | エフエムラジオ立川                                                     | （日）02:00〜03:00 | |
| 山梨県甲府市                        | エフエム甲府                                                           | （日）02:00〜03:00 | |
| 山梨県富士河口湖町                  | エフエムふじやま                                                       | （日）02:00〜03:00 | |
| 山梨県富士吉田市                    | エフエム富士五湖（エフエムふじごこ）                                   | （日）02:00〜03:00 | |
| 山梨県北杜市                        | 八ヶ岳コミュニティ放送（FM八ヶ岳）                                     | （日）02:00〜03:00 | |
| 埼玉県入間市                        | エフエム茶笛（FMチャッピー）                                           | （日）02:00〜03:00 | |
| 埼玉県三芳町                        | 発するFM                                                               | （日）02:00〜03:00 | |
| 埼玉県さいたま市 （浦和区）         | CityFMさいたま（REDS WAVE）                                            | （日）02:00〜03:00 | |
| 埼玉県深谷市                        | 深谷コミュニティFM（FMふっかちゃん）                                   | （日）02:00〜03:00 | 2021年4月1日の開局とともに4月4日（3日深夜）より放送開始。 |
| 千葉県成田市                        | 国際ラジオ放送（Radio Narita）                                         | （日）02:00〜03:00 | |
| 千葉県八千代市                      | ふくろうエフエム（FMふくろう）                                         | （日）02:00〜03:00 | |
| 新潟県上越市                        | FM-J エフエム上越                                                      | （日）02:00〜03:00 | |
| 新潟県十日町市                      | エフエムとおかまち                                                     | （日）02:00〜03:00 | |
| 新潟県南魚沼市                      | エフエム雪国（FMゆきぐに）                                             | （日）02:00〜03:00 | |
| 新潟県新発田市                      | エフエムしばた（RADIO AGATT）                                          | （日）02:00〜03:00 | |
| 新潟県柏崎市                        | 柏崎コミュニティ放送（FMピッカラ）                                     | （日）02:00〜03:00 | |
| 長野県佐久市                        | エフエム佐久平（FMさくだいら）                                         | （日）02:00〜03:00 | |
| 長野県安曇野市                      | あづみ野エフエム放送                                                   | （日）02:00〜03:00 | |
| 長野県諏訪市                        | エルシーブイFM769                                                      | （日）02:00〜03:00 | |
| 富山県砺波市                        | エフエムとなみ                                                         | （日）02:00〜03:00 | |
| 富山県高岡市                        | ラジオたかおか                                                         | （日）02:00〜03:00 | |
| 静岡県浜松市 （中区［現・中央区］） | 浜松エフエム放送（FM Haro!）                                           | （日）02:00〜03:00 | 2020年4月ごろから地上波でも放送開始。 |
| 静岡県熱海市                        | エフエム熱海湯河原（Ciao!）                                            | （日）02:00〜03:00 | |
| 静岡県御殿場市                      | エフエム御殿場（富士山GOGOエフエム）                                   | （日）02:00〜03:00 | |
| 静岡県島田市                        | FM島田（g-sky76.5）                                                    | （日）02:00〜03:00 | |
| 静岡県伊東市                        | エフエム伊東（なぎさステーション）                                     | （日）02:00〜03:00 | |
| 静岡県三島市                        | エフエムみしま・かんなみ（VOICE CUE）                                  | （日）02:00〜03:00 | |
| 愛知県豊田市                        | エフエムとよた（RADIO LOVEAT）                                         | （日）02:00〜03:00 | |
| 愛知県津島市                        | コミュニティ放送（エフエムななみ）                                     | （日）02:00〜03:00 | |
| 愛知県岡崎市                        | エフエム岡崎（FMおかざき）                                             | （日）02:00〜03:00 | |
| 岐阜県可児市                        | FMラインウェーブ（FMらら）                                             | （日）02:00〜03:00 | |
| 三重県四日市市                      | CTY-FM                                                                 | （日）02:00〜03:00 | |
| 三重県名張市                        | アドバンスコープ（ads.FM）                                             | （日）02:00〜03:00 | 局の編成上放送休止時間帯にあたる |
| 三重県いなべ市                      | いなべエフエム（いなビー）                                             | （日）02:00〜03:00 | |
| 京都府綾部市                        | エフエムあやべ（FMいかる）                                             | （日）02:00〜03:00 | |
| 兵庫県三木市                        | エフエム三木（FMみっきぃ）                                             | （日）02:00〜03:00 | |
| 兵庫県豊岡市                        | エフエムたじま（FM JUNGLE）                                            | （日）02:00〜03:00 | |
| 大阪府豊中市                        | 千里ニュータウンFM放送（FM千里）                                       | （日）02:00〜03:00 | |
| 奈良県王寺町                        | エフエム西大和（FMハイホー）                                           | （日）02:00〜03:00 | |
| 広島県廿日市市                      | エフエムはつかいち                                                     | （日）02:00〜03:00 | |
| 広島県広島市                        | 中国コミュニケーションネットワーク（FMちゅーピー）                     | （日）02:00〜03:00 | |
| 広島県尾道市                        | 尾道エフエム放送（エフエムおのみち79.4）                               | （日）02:00〜03:00 | |
| 広島県三原市                        | FMみはら（FOR LIFE RADIO FMみはら）                                    | （日）02:00〜03:00 | |
| 島根県出雲市                        | エフエムいずも（愛ステーション）                                       | （日）02:00〜03:00 | |
| 岡山県笠岡市                        | エフエムゆめウェーブ                                                   | （日）02:00〜03:00 | |
| 岡山県岡山市                        | 岡山シティエフエム（Radio momo）                                       | （日）02:00〜03:00 | |
| 山口県周南市                        | エフエム周南（FMしゅうなん）                                           | （日）02:00〜03:00 | |
| 山口県山陽小野田市                  | FM山陽小野田（FMスマイルウェ〜ブ）                                     | （日）02:00〜03:00 | 2020年10月4日に開始 |
| 山口県下関市                        | コミュニティエフエム下関（COME ON! FM）                                | （日）02:00〜03:00 | |
| 徳島県徳島市                        | エフエムびざん（B-FM791）                                              | （日）02:00〜03:00 | |
| 愛媛県今治市                        | 今治コミュニティ放送（FMラヂオバリバリ）                               | （日）02:00〜03:00 | |
| 愛媛県宇和島市                      | 宇和島ケーブルテレビ（FMがいや）                                       | （日）02:00〜03:00 | |
| 愛媛県新居浜市                      | ハートネットワーク（Hello!NEW 新居浜FM）                               | （日）02:00〜03:00 | |
| 香川県坂出市                        | エフエムサン（FM SUN）                                                 | （日）02:00〜03:00 | |
| 香川県高松市                        | エフエム高松コミュニティ放送（FM815）                                  | （日）02:00〜03:00 | |
| 福岡県八女市                        | エフエムやめ（FM八女）                                                 | （日）02:00〜03:00 | |
| 福岡県大牟田市                      | FMたんと                                                               | （日）02:00〜03:00 | |
| 福岡県直方市                        | つなぐほーむ（ちょっくらじお）                                         | （日）02:00〜03:00 | 2019年10月に開始 |
| 佐賀県佐賀市                        | コミュニティジャーナル                                                 | （日）02:00〜03:00 | |
| 佐賀県唐津市                        | FMからつ                                                               | （日）02:00〜03:00 | |
| 大分県中津市                        | FMなかつ（NOAS FM）                                                    | （日）02:00〜03:00 | |
| 大分県佐伯市                        | さいき市民放送（FMさいき）                                             | （日）02:00〜03:00 | |
| 宮崎県宮崎市                        | 宮崎サンシャインエフエム（サンシャインFM）                             | （日）02:00〜03:00 | |
| 宮崎県延岡市                        | FMのべおか                                                             | （日）02:00〜03:00 | |
| 宮崎県日向市                        | ケーブルメディアワイワイ（FMひゅうが）                                 | （日）02:00〜03:00 | |
| 熊本県熊本市                        | 熊本シティエフエム（FM791）                                            | （日）02:00〜03:00 | |
| 熊本県八代市                        | エフエムやつしろ（Kappa FM）                                           | （日）02:00〜03:00 | |
| 熊本県天草市                        | 天草ケーブルネットワーク                                               | （日）02:00〜03:00 | |
| 熊本県小国町                        | エフエム小国（Green Pocket）                                           | （日）02:00〜03:00 | |
| 長崎県佐世保市                      | FMさせぼ（はっぴぃ!FM）                                                | （日）02:00〜03:00 | |
| 長崎県島原市                        | FMしまばら                                                             | （日）02:00〜03:00 | |
| 長崎県諫早市                        | エフエム諫早（レインボーFM）                                           | （日）02:00〜03:00 | |
| 鹿児島県薩摩川内市                  | FMさつませんだい                                                       | （日）02:00〜03:00 | |
| 沖縄県宮古島市                      | エフエムみやこ                                                         | （日）02:00〜03:00 | |
| 沖縄県石垣市                        | 石垣コミュニティーエフエム （FMいしがきサンサンラジオ）                | （日）02:00〜03:00 | |
| 過去のネット局                      |                                                                        |                    | |
| 広島県福山市                        | エフエムふくやま（レディオBINGO）                                      | （日）02:00〜03:00 | 2020年6月よりインターネットサイマルラジオで J-WAVEが解禁され、J-WAVEに統一したため、2020年5月末で終了。                                                                         |
| 山口県防府市                        | ぷらざFM（FMわっしょい）                                               | （日）02:00〜03:00 | 2020年3月より「わっしょいミュージックボックス」へ切り替えたため |
| 沖縄県北谷町                        | FMニライ                                                               | （日）02:00〜03:00 | FMいしがきサンサンラジオとの業務提携で同局の番組が流れることになったため2019年9月29日から放送開始したが、 FMいしがきの番組を2020年10月末で打ち切るのを前に2020年9月27日で終了。 |
| 千葉県木更津市                      | かずさエフエム（かずさFM 〜Breeze Radio〜）                            | （日）02:00〜03:00 | 週末深夜帯の番組を「GAIA VOICE」に統一したため2020年9月27日で終了。 |
| 岐阜県岐阜市                        | シティエフエムぎふ（FMわっち）                                         | （日）02:00〜03:00 | 2020年10月の改変で、ミュージックバードの番組の放送を完全終了 |

### 大晦日特別番組
FMやまとの年末特別編成の一環として当番組も大晦日には通常の倍の時間に拡大したスペシャル版を放送した。ただしこれは全国ネットでは放送されていない。
- 2018年12月31日（月） 20:00 - 22:00 『スリジエStyle大晦日スペシャル』
- 2019年12月31日（火） 22:00 - 24:30 『スリジエ TOSHIKOSHI STYLE 〜FMやまと 年越しスペシャル〜』 - スリジエ正規・候補生メンバーにFMやまとパーソナリティの今城謙士を加えて放送された年越しコラボ特番。
- 2020年12月31日（木） 22:00 - 24:30 『スリジエ TOSHIKOSHI STYLE 〜FMやまと 年越しスペシャル〜』 - スリジエ正規・候補生メンバーにFMやまとパーソナリティの今城謙士を加えて放送された年越しコラボ特番。

## 放送内容
- 教えて! #（ハッシュ）スリスタ777
  - 番組の公式ハッシュタグである「#スリスタ777」でリスナーがつぶやいた内容を振り返る。
- SUPER スリジエ対戦
  - ある週に担当する組が考えた対戦企画で次の週の担当組と対決をする。リスナー投票で負けた組は担当週に罰ゲームを行う。対戦企画はリスナーからも募集している。
  - リスナー投票は各週の｢#スリスタ担当ユニット｣の木曜日放送分と土曜日放送分の放送時間内のツイート数で競われる。（例 #スリスタ宙組）
  - 2019年5月の大幅リニューアルでルールが変わった。対決内容は『ある組が考えた内容を全チームで行う』。投票に関しては『110以上の数値でボーダーラインを決め、ツイート数がその数字を上回れば合格』。
- スリジエ Information Style
  - スリジエからのお知らせ
- （月組）スリジエNo.1!
  - あるテーマを設定してそれについて語り、1位に輝いたメンバーに称号を贈る。もともと月組の中で決める「月組No.1」だったが対象メンバーを拡大して改題
- （宙組）ジェンガアンサー45
  - 3色のジェンガが各色15個あり、カードを引いて出た色のジェンガを抜き取る。それぞれのジェンガには番号が記入されており、番号で示された質問にメンバーが答えるというもの。
- （星組）Dream Lover
  - 恋愛に関する妄想シチュエーションをテーマとしてエチュードを行う
- 【FMやまと本放送分のみ】スリジエ Rookie Style
  - スリジエ候補生が週替わりで登場するミニコーナー
- 【ミュージックバード放送分のみ】Dream Music Style
  - 月替わりでスリジエ楽曲を2曲放送する。ナビゲーターも月替わり。時間いっぱい流れて次の番組へはステブレレスとなるが、局によってはステーションブレイクのCMやジングルを挟むため途中終了する。

### 放送終了
- スリジエ School Style
  - 正規メンバーのうち学生メンバーが2人ずつ登場した。6月末で終了。
- 櫻田玲音の零話放送部[9]
  - 2018年9月に放送。後述する「スリジエ Rookie Style」にも出演した候補生の櫻田玲音が自身で経験した体験談を語る
  - 2019年5月には元号が令和になったことから1ヶ月限定で放送。
- STAR ANGEL TIME〜スタンジェル〜[10][11]
  - 2018年10月-12月放送。学生メンバーである希咲 輝星（きさき・きほ）と山本あこがリスナーめせーじをもとに話を進めるトークセッションコーナー。コーナー名は輝星＝スターと山本＝天使＝エンジェルからとられている。